# Гиње
Гиње је насељено мјесто у граду Високом, Босна и Херцеговина.

## Становништво
|             | 2013.        | 1991.         | 1981.         | 1971.         |
| Укупно      | 404 (100,0%) | 457 (100,0%)  | 445 (100,0%)  | 370 (100,0%)  |
| Бошњаци     | 404 (100,0%) | 455 (99,56%)1 | 442 (99,33%)1 | 370 (100,0%)1 |
| Југословени | –            | 1 (0,219%)    | 3 (0,674%)    | –             |
| Остали      | –            | 1 (0,219%)    | –             | –             |

1. 1 На пописима од 1971. до 1991. Бошњаци су пописивани углавном као Муслимани.